# Ferrari 308 GT4
Ferrari 208/308 GT/4 är en sportbil, tillverkad av den italienska biltillverkaren Ferrari mellan 1974 och 1980.

## Bakgrund
På Bilsalongen i Paris 1973 introducerade Ferrari sin första fyrsitsiga mittmotorvagn. Karossen var ritad av Bertone, den första Ferrarin på tjugo år ritad av någon annan än Pininfarina. Chassit var en vidareutveckling av företrädaren Dino 246, med tvärställd motor. Fram till 1976 såldes bilen under varumärket Dino.

## Motor
Utöver den V6-motor som användes i Dino 206/246 ledde Dino-projektet även en liten V8 som debuterade i tävlingsversion 1962. Denna hade den för V8:or sedvanliga vinkeln 90 grader mellan cylinderbankarna. Motorn hade dubbla överliggande kamaxlar och var byggd helt i aluminium. I början på sjuttiotalet kom även denna till användning i landsvägsvagnarna.
Den lilla tvålitersversionen kom till för att undvika straffskatterna på större motorer på den italienska hemmamarknaden.
| Modell | Motor              | Cylindervolym | Effekt | Bränslesystem               |
| ------ | ------------------ | ------------- | ------ | --------------------------- |
| 208    | 8-cyl V-motor dohc | 1990 cm³      | 170 hk | 4 st Weber 40DCNF förgasare |
| 308    | 8-cyl V-motor dohc | 2927 cm³      | 255 hk | 4 st Weber 40DCNF förgasare |

## Dino 308 GT/4
Ferraris V8 debuterade i den fyrsitsiga 308 GT/4. Bertones kantiga kaross fick utstå mycket kritik och den långa hjulbasen ger bilen ett udda utseende.
Produktionen uppgick till 2 826 exemplar.

## 208 GT/4
1975 kom en tvålitersversion, anpassad till den italienska hemmamarknaden.
Produktionen uppgick till 840 exemplar.